# Danni punitivi
I danni punitivi (o esemplari), in inglese punitive (o exemplary) damages, sono un istituto giuridico degli ordinamenti di common law e, in particolare, degli Stati Uniti, in virtù del quale, in caso di responsabilità extracontrattuale, è riconosciuto al danneggiato un risarcimento ulteriore rispetto a quello necessario per compensare il danno subito (i compensatory damages), se prova che il danneggiante ha agito con malice - termine approssimativamente traducibile con dolo - o gross negligence (colpa grave).

## Caratteri generali
Nel caso dei danni punitivi, alla funzione risarcitoria, tipica della sanzione per illecito civile, si sovrappone una funzione punitiva, tipica della sanzione penale. La finalità dell'istituto viene ravvisata nell'affiancare il normale risarcimento quando questo è ritenuto insufficiente allo scopo di:
- punire l'autore dell'illecito;
- fungere da efficace deterrente nei confronti di altri potenziali trasgressori (e dello stesso autore dell'illecito, che potrebbe reiterarlo);
- premiare la vittima per l'impegno profuso nell'affermare il suo diritto giacché, in questo modo, ha contribuito anche al rafforzamento dell'ordine legale;
- ristorare la vittima per il pregiudizio subito.

Il riconoscimento del maggiore risarcimento così come la determinazione della sua entità sono rimessi alla discrezionalità del giudice.

## Ordinamenti di common law
L'istituto dei danni punitivi ha trovato terreno fertile nell'ordinamento statunitense, ove è presente nella maggior parte degli stati federati. La considerevole entità di taluni risarcimenti imposti dai giudici e la progressiva estensione dei casi di applicazione, fino talvolta a sconfinare nella responsabilità contrattuale, hanno contribuito, secondo i critici, a un incremento della litigiosità, tanto più che negli Stati Uniti è ammesso il cosiddetto patto di quota lite in virtù del quale l'avvocato ha diritto a una quota (di solito tra il 25% e il 30%) della somma fatta ottenere al cliente. Recentemente la Corte suprema degli Stati Uniti è intervenuta per porre freno all'entità dei danni punitivi, stabilendo che deve essere comunque proporzionata alla gravità del comportamento del danneggiante e non superiore a dieci volte l'entità del danno effettivo (sentenza del 7-4-2003 nella causa State Farm Mutual Automobile Insurance Co. v. Inez Preece Campbell).
In Inghilterra, dove pure ha avuto origine (il primo riconoscimento da parte di una giudice risale al 1763, nella causa Wilkes v. Wood), l'istituto ha conosciuto una minore fortuna rispetto agli Stati Uniti e viene ammesso dalla giurisprudenza in casi limitati; tuttavia, negli ultimi anni si nota un maggior ricorso a esso da parte dei giudici inglesi, soprattutto in relazione a lesioni di diritti fondamentali.

## Ordinamenti dicivil law
L'istituto dei danni punitivi è estraneo agli ordinamenti di civil law, salvo limitatissime eccezioni (i codici civili di Brasile, Norvegia e Polonia li prevedono in alcuni casi), essendo considerato incompatibile con il principio di separazione tra diritto civile e diritto penale.

### Italia
In Italia, la Corte suprema di cassazione aveva lungamente sostenuto, già con sentenza n. 1183/2007, che l'istituto fosse in contrasto con l'ordine pubblico interno, rifiutando quindi la delibazione di una sentenza straniera di condanna. L'orientamento è stato confermato dalla Cassazione anche con una pronuncia del 2012. 
Tuttavia, la dottrina ha lungamente evidenziato la contraddizione di fondo tra la negazione di funzioni ulteriori a quelle compensative e numerose previsioni normative che progressivamente sono state introdotte nel nostro ordinamento e che sembrano sovrapporre funzioni risarcitorie e funzioni punitive della sanzione: ad esempio, la responsabilità aggravata per lite temeraria, prevista dall'art. 96 del codice di procedura civile, l'art. 709 ter c.p.c sul danno endofamiliare, la responsabilità per danno ambientale, prevista dall'art. 18 della legge n. 349/1986, o la "riparazione pecuniaria" per diffamazione, prevista dall'art. 12 della legge n. 47/1948 sulla stampa.
Nel senso che, anche nell'ordinamento italiano, dovrebbe riconoscersi al risarcimento del danno una funzione deterrente e sanzionatoria, oltre che esclusivamente riparatoria, vi sono state inoltre recentemente alcune significative pronunce giurisprudenziali: in particolare, la sentenza della Cassazione n. 7613 del 15 aprile 2015, ha affermato espressamente che «è noto come allo strumento del risarcimento del danno, cui resta affidato il fine primario di riparare il pregiudizio patito dal danneggiato, vengano ricondotti altri fini con questo eterogenei, quali la deterrenza o prevenzione generale dei fatti illeciti (…) e la sanzione (l'obbligo di risarcire costituisce una pena per il danneggiante). Si riscontra, dunque, l'evoluzione della tecnica di tutela della responsabilità civile verso una funzione anche sanzionatoria e deterrente, sulla base di vari indici normativi (...)»; 
Con l'ordinanza interlocutoria n. 9978 del 16 maggio 2016, la prima sezione della Cassazione ha infatti rimesso alle Sezioni Unite la questione relativa alla possibile delibazione di sentenze straniere di condanna al pagamento di danni punitivi, sulla base del rilievo che l'orientamento negativo finora prevalente nella giurisprudenza di legittimità – tradizionalmente arroccata su una concezione obsoleta di ordine pubblico, che renderebbe la figura dei punitive damages estranei alla civiltà giuridica italiana e ai suoi formanti etico-sociali e ne impedirebbe pertanto l'accesso e il riconoscimento nell'ordinamento italiano – suscita ormai più di qualche perplessità, specie alla luce dei «numerosi indici normativi che segnalano la già avvenuta introduzione, nel nostro ordinamento, di rimedi risarcitori con funzione non riparatoria, ma sostanzialmente sanzionatoria» e che consentirebbero pertanto di affermare che, anche in Italia, può riconoscersi alla condanna risarcitoria anche una funzione deterrente e sanzionatoria.
La Corte di Cassazione a Sezioni Unite (sentenza n. 16601 del 05.07.2017) ha definitivamente legittimato l’applicabilità anche nel nostro ordinamento dell’istituto giuridico d’origine anglosassone dei cosiddetti "Danni Punitivi" (Punitive damages o exemplary damages).
Con la nuova pronuncia adottata a Sezioni Unite ed avvalendosi del disposto dell’art. 363 comma 3, c.p.c., proprio perché destinata a risolvere in modo definitivo uno storico contrasto giuridico di massima importanza, la Cassazione prende atto di una progressiva ma inesorabile evoluzione del nostro sistema legislativo interno, come sostenuto anche da molta parte della dottrina, e ridefinisce la nozione di ordine pubblico, verso una maggiore permeabilità nei confronti della legge straniera, del diritto internazionale e soprattutto comunitario, alla ricerca di punto di equilibrio tra il tradizionale controllo sull’ingresso di norme o sentenze straniere che potrebbero minare la coerenza interna dell’ordinamento giuridico e una funzione promozionale dei valori tutelati dal diritto internazionale.
La conclusione è che non è oltremodo possibile negare l’esistenza di numerose norme civili italiane aventi una funzione spiccatamente sanzionatoria e si afferma quindi, per la prima volta ma al massimo livello ed a chiare lettere, che, nel vigente ordinamento, alla responsabilità civile non è assegnato solo il compito di restaurare la sfera patrimoniale del soggetto che ha subito la lesione, poiché sono interne al sistema la funzione di deterrenza e quella sanzionatoria del responsabile civile.
Non è quindi ontologicamente incompatibile con l’ordinamento italiano l’istituto di origine statunitense dei risarcimenti punitivi.
Sugli effetti della breccia aperta dalla Cassazione anche nel sistema risarcitorio interno attraverso la sentenza a Sezioni Unite, in termini di possibile applicazione non solo sulla delibazione di una sentenza straniera contenente la liquidazione di danni punitivi, si attende l'evoluzione della giurisprudenza nazionale di merito, che già in alcune pronunce ha accolto il sistema moltiplicatorio delle liquidazioni dei danni alle vittime, in base alla gravità del comportamento del danneggiante, tipico dei danni punitivi, come invocato in molti processi da alcune parti civili.